# Vierratale
Vierratale (ビエラテール,以前は Vierra = ビエラ) とは、2008年3月17日に活動を開始し活動する インドネシア・ジャカルタ 出身の パワーポップとポップロックバンド。

## 概要
Vierra (ビエラ) は、2007年の終わりにカナダ / マレーシアベースのソーシャルメディアFriendsterでの最初のフェスから始まります。  Raisa Andriana はまた、このバンドに参加して、"Andante" (「アンダンテ」)と名付けられましたが、その後、ミスマッチのためこのプロジェクトを辞任しました。
その後、Kevin Aprilio は Satryanda Wijanarko (Trian) を採用して新しいバンドプロジェクトを立ち上げました。最後に、Trian は "Vierra"  (「ビエラ」) という名前を選択しました。これは、ロシア語で 4 (「四」) 以前 Raisa が辞任したため。
残念ながら、2015年3月14日、 "Vierra"  (「ビエラ」) という名前を提案した Trian が脱退。Musica Studio's を去った後の2013年2月8日に、 "Vierra"  (「ビエラ」) の名前が "Vierratale"  (「ビエラテール」) の表記に変更されました

## メンバー
1. Anggraeni Rahayu Widyanti - ボーカル (1990年5月8日)
2. Kevin Aprilio - ピアノ (1990年4月7日)
3. Raka Cyril Damar - ギタ (1989年8月16日)
4. Satryanda Wijanarko - ドラム (1988年6月28日)

## ディスコグラフィ

### "My First Love"
1. "Dengarkan Curhatku" (「私の心の音を聞いて」)
2. "Perih" (「痛い」)
3. "Bersamamu" (「あなたと」)
4. "No!" (「ない！」)
5. "Fly" (「フライ」)
6. "To Nessa" (「ネッサへ」)
7. "Rasa Ini" (「この気持」)
8. "Jadi Yang Kuinginkan" (「私が欲しいものになる」)
9. "Tears" (「涙」)
10. "Manusia" (「ヒューマン」)
11. "Seandainya" (「もし」)
12. "Bintang" (「スター」)

### "Love, Love, & Love"
1. "Takut" (「恐れ」)
2. "Terlalu Lama" (「長過ぎ」)
3. "Kesepian"  (「寂しい」)
4. "Pertemuan Singkat" (「簡単な会議」)
5. "Pertanda Cinta" (「愛の前触れ」)
6. "Semua Tentangmu" (「あなたについて全て」)
7. "Hidup Matiku" (「私の生死」)
8. "Don't Cry" (「泣かないで」)
9. "Di Sisimu" (「あなたの側で」)
10. "Deg-Degan" (「時制」)
11. "Kepergianmu" (「あなたが去った後」)
12. "Cantik" (「きれい」)

## "Evolve"
1. "Evolve" (「進化」)
2. "Girl Next Door" (「隣の女の子」)
3. "Cinta Butuh Waktu" (「愛は時間が必要」)
4. "Mengalah" (「しつこい」)
5. "Bisnis Cinta" (「愛のビジネス」)
6. "Tanpamu" (「あなたなしで」)
7. "Faith" (「信仰」)
8. "Perjuangan" (「闘争」)
9. "Tinggalkanku" (「私を残し」)
10. "Yang Ku Mau" (「私が欲しい」)
11. "Tak Bisa Move On" (「先に進むことができません」)
12. "Lion Heart" (「ライオンハート」)